# Мироновский сельский совет (Харьковская область)
Мироновский сельский совет — входит в состав Первомайского района Харьковской области Украины.
Административный центр сельского совета находится в селе Мироновка.

## История
- 1970 — дата образования.

## Населённые пункты совета
- село Мироновка
- село Коптевка
- село Новоегоровка
- село Тимченки